# Cerdanya

Wapen van Cerdanya

Cerdanya (Catalaans: Cerdanya; Frans: Cerdagne; Spaans: Cerdaña) is een streek in de oostelijke Pyreneeën, verdeeld tussen Frankrijk en Spanje. Historisch gezien was het een van de Catalaanse graafschappen.

## Geografie
Cerdanya heeft een oppervlakte van 1.086,07 km², 50,3% ervan is Spaans, 49,7% Frans grondgebied. In 2001 had Cerdanya een bevolking van ca. 26.500 inwoners (53,4% op Spaans, 46,6% op Frans grondgebied), hetgeen een bevolkingsdichtheid van 24 inwoners per km² betekent, een van de laagste dichtheden in West-Europa. Het enige verstedelijkte gebied in Cerdanya is de grensstreek van Puigcerdà (Spanje) en Bourg-Madame (Frankrijk) met 10.900 inwoners in 2001 (41% van de gehele bevolking van Cerdanya).
De Cerdanya ligt grotendeels in het stroomgebied van de Segre. De Segre ontstaat op de noordflank van de Puigmal de Segre (2843 m). Daarna stroomt de rivier naar het noordoosten, langs Sallagosa, Llívia, Bourg-Madame, Puigcerda en Bellver de Cerdanya. Bij de monding van de Raür (bij Bourg-Madame) bevindt zich de grens tussen Hoog-Cerdanya en Laag-Cerdanya. Het noordoostelijke deel van de Cerdanya behoort tot het stroomgebied van de Têt. De waterscheiding bevindt zich bij de Coll de la Perxa (1581 m), op de hoofdwaterscheiding van de Pyreneeën.

## Oudheid

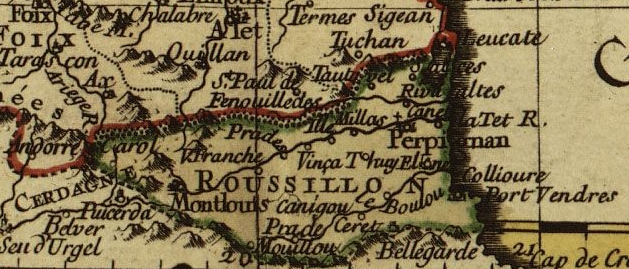
Kaart uit 1745

De eerste inwoners van Cerdanya spraken waarschijnlijk een taal die verwant was aan het Oudbaskisch en het Aquitaans: veel plaatsnamen verwijzen daarnaar. In de eerste eeuw v.Chr. kwamen de Iberiërs vanuit het zuiden. In Cerdanya vermengden zij zich met de inheemse inwoners; de afstammelingen werden het volk der "Kerretten" genoemd, naar het inheemse woord "ker" of "kar", hetgeen "rots" betekent, verwant aan het Oudbaskische "karri" (in het huidige Baskisch: "harri"), "steen". De Kerretten waren vermoedelijk voornamelijk van Baskische en Aquitaanse komaf, want de Iberische stammen die zich met hen vermengden waren maar klein in aantal. De Kerretten behielden een taal verwant aan het Oudbaskisch en Aquitaans, hoewel sommige Iberische woorden in de taal doorgedrongen zullen zijn. Ook is het waarschijnlijk dat enkele Iberiërs topposities in de Kerrettaanse samenleving hebben ingenomen.
De voornaamste oppidum van de Kerretten, van waaruit de gehele streek overheerst werd, was genaamd "Kere" en was gebouwd op de heuvel boven het hedendaagse dorp Llívia (een Spaanse exclave op Frans grondgebied). Later kwamen de Kerretten onder Romeinse heerschappij, en kreeg het de Latijnse naam "Julia Libyca". Een aanzienlijk aantal Romeinse burgers vestigde zich hier. Tijdens het Romeinse Rijk was de streek een "pagus" (gouw), de "Pagus Liviensis" (afgeleid van de naam van de hoofdstad Julia Libyca), deel van de provincie Hispania Tarraconensis. De "Pagus Liviensis" werd zelf verdeeld in een oostelijk deel rond Julia Libyca, "Cerretania Julia", en een westelijk deel, "Cerretania Augusta". De naam "Cerdanya" stamt aldus af van "Cerretania", wat weer afgeleid is van de naam van het er wonende volk, de Kerretten. "Julia Libyca" werd later "Julia Livia" en dan in het Catalaans "Llívia".
De Kerretten schijnen hun taal vrij lang aangehouden te hebben, waarschijnlijk tot in de 8e of 9e eeuw. De romanisering in de streek gebeurde er langzaam maar definitief: het resultaat is het Catalaans, een van het Latijn afgeleide taal. In de laatste jaren van het Romeinse Rijk verviel Julia Libyca tot decadentie en verloor sterk aan belang. Rond die tijd werd de stad La Seu d'Urgell (in Catalonië, maar buiten Cerdanya) het bevolkingszwaartepunt in deze streek in Noord-Catalonië. In de 6e eeuw werd het bisdom Urgell gesticht, met Cerdanya binnen de grenzen.
Op doortocht verwoestten de Vandalen en andere Germaanse stammen het gebied. Cerdanya werd deel van het Visigotische koninkrijk van Toulouse en later van Toledo, totdat het werd veroverd door de Arabieren, die zich er echter niet vestigden. Aan het eind van de 8e eeuw versloegen de Franken de Arabieren en veroverden Catalonië.

## Het graafschap

Cerdanya, verdeeld onder Spanje (blauw) en Frankrijk (lichtblauw)

Het graafschap Cerdanya ontstond als een van de door Karel de Grote gestichte Spaanse grensmarken. In de 9e eeuw was Cerdanya een van de heerlijkheden die vielen onder de Graven van Barcelona, die ook graaf waren van Girona, Narbonne en Alt Urgell. Graaf Wilfred de Harige (870-897) had drie zonen en benoemde zijn jongste, Miron († 927), tot Graaf van Cerdanya.
Het graafschap Cerdanya grensde aan de graafschappen Urgell, Barcelona, Besalú, Roussillon en Razès. Later werden, door vererving, Capcir en Conflent aan Cerdanya toegevoegd. Het werd daardoor een belangrijk gebied. De graven van Cerdanya waren tevens patroonheren van verscheidene abdijen, waaronder die van Saint-Michel de Cuxa in Codalet (Frankrijk), en van Saint-Martin-du-Canigou in Casteil (Frankrijk), opgedragen aan graaf Wilfred van Cerdanya in 1009.
Het geslacht van de graven stierf uit in 1117 en het graafschap werd geërfd door de graven van Barcelona die later de koningen van Aragón werden.

## Verdeling over Spanje en Frankrijk

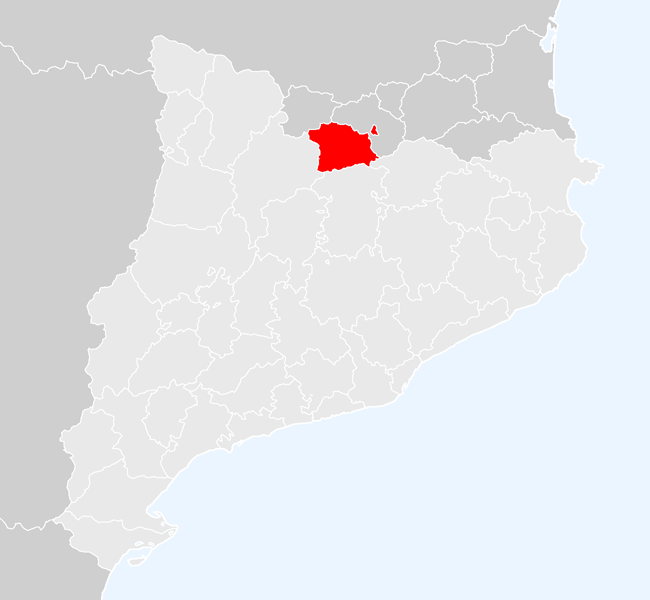
Comarca Baixa Cerdanya

Cerdanya werd onder Spanje en Frankrijk verdeeld als gevolg van de Vrede van de Pyreneeën (1659). Het noorden (inclusief Capcir en Conflent) werd Frans, het zuiden Spaans.
Het Spaanse deel wordt gevormd door de Catalaanse comarca Baixa Cerdanya ("Laag-Cerdanya"), met als hoofdstad Puigcerdà. Puigcerdà was al hoofdstad van Cerdanya voor de deling in 1659. Het verving Hix in 1178 als hoofdstad van Cerdanya. Hix, de plaats waar de graven zetelden, is een gehucht in de Franse gemeente Bourg-Madame. Hix verving weer Llívia, de hoofdstad in de Oudheid. De Vrede van de Pyreneeën werd in 1660 gepreciseerd met de Vrede van Llívia. De stad Llívia zou Spaans blijven. In het verdrag van 1659 was bepaald dat dorpen Frans grondgebied zouden worden, maar Llívia was een stad met stadsrechten, dankzij de voormalige status van hoofdstad. Llívia is daardoor een Spaanse exclave op Frans grondgebied.
Het Franse deel van Cerdanya is onderdeel van het Franse departement Pyrénées-Orientales en heeft geen bijzondere bestuursstatus. In Frankrijk noemt men het gebied Cerdagne française ("Frans Cerdanya"), of gewoon Cerdagne, in Catalaans heet het Alta Cerdanya ("Hoog-Cerdanya" of "Opper-Cerdanya"). De belangrijkste plaatsen zijn Bourg-Madame en het ski-resort Font-Romeu-Odeillo-Via. De historische hoofdplaats van Franse Cerdanya is Saillagouse. De naam "Alta Cerdanya" is afgeleid van het feit dat dit deel hoger ligt: dit omvat ongeveer het stroomgebied van de Segre hoger dan 1130 meter boven zeeniveau.

## Toerisme
Net als de andere streken in de Pyreneeën draait de economie van Cerdanya op toerisme. Kuuroorden, skiën, bergwandelen zijn bekende bezigheden. Ook de spoorlijn Villefranche-Vernet-les-Bains - Latour-de-Carol (in de volksmond de 'Gele trein') is een bekende attractie. Deze trein stopt op het hoogstgelegen station van Frankrijk te Bolquère, op 1593 meter boven de zeespiegel.

## Gemeenten en plaatsen

### Spaanse zijde (Baixa Cerdanya)
- Alpicat
- Bellver de Cerdanya
- Bolvir
- Das
- Fontanals de Cerdanya
- Ger
- Guils de Cerdanya
- Isòvol
- Lles de Cerdanya
- La Molina
- Llívia
- Meranges
- Montellà i Martinet
- Prats i Sansor
- Prullans
- Puigcerdà
- Riu de Pendís
- Urús

### Franse zijde (Alta Cerdanya)
- Angoustrine-Villeneuve-des-Escaldes (Catalaans: Angostrina i Vilanova de les Escaldes)
- Bolquère (Catalaans: Bolquera)
- Bourg-Madame (Catalaans: La Guingueta d’Ix)
- Casteil (Catalaans: Castell de Vernet)
- Codalet
- Corneilla-de-Conflent (Catalaans: Cornellà de Conflent)
- Dorres
- Égat (Catalaans: Èguet)
- Enveitg (Catalaans: Enveig)
- Err (Catalaans: Er)
- Estavar
- Eyne (Catalaans: Eina)
- Font-Romeu-Odeillo-Via (Catalaans: Font-romeu, Odelló i Vià)
- La Cabanasse (Catalaans: La Cabanassa)
- Latour-de-Carol (Catalaans: La Tor de Querol)
- Llo
- Mont-Louis (Catalaans: Montlluís)
- Nahuja (Catalaans: Naüja)
- Osséja (Catalaans: Osseja)
- Palau-de-Cerdagne (Catalaans: Palau de Cerdanya)
- Planès
- Porta
- Porté-Puymorens (Catalaans: Portè)
- Saillagouse (Catalaans: Sallagosa)
- Saint-Pierre-dels-Forcats (Catalaans: Sant Pere dels Forcats)
- Sainte-Léocadie (Catalaans: Santa Llocaia)
- Targassonne (Catalaans: Targasona)
- Ur
- Valcebollère (Catalaans: Vallcebollera)
- Villefranche-de-Conflent (Catalaans: Vilafranca de Conflent)